# Coq au vin
Coq au vin [kokovèn] (francosko »petelin v vinu«) je slavna jed francoske kuhinje.
Sestavine so: petelin, sol, poper, slanina, šalotka, šampinjoni, olje, moka, vino, perutninska osnova, česen, lovorjev list, rožmarin, sladkor in peteršilj.